# Biatorbágy
Biatorbágy (deutsch Wiehall-Kleinturwall) ist eine ungarische Stadt im Komitat Pest.

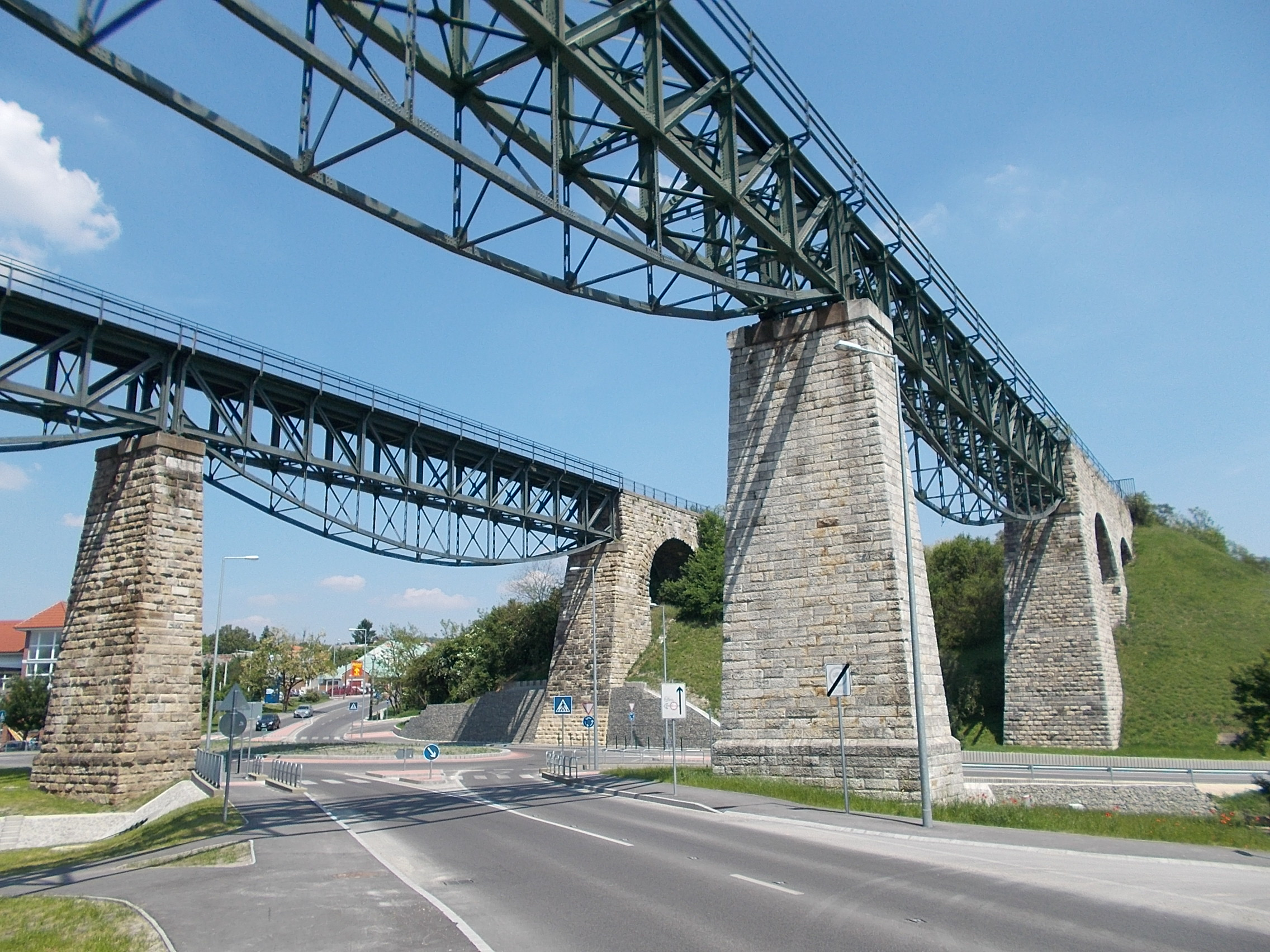
Eisenbahnviadukt Biatorbágy

Bekanntheit erlangte die Kleinstadt durch einen Anschlag auf den Nachtschnellzug Budapest – Wien am 13. September 1931. Der Eisenbahnattentäter Sylvester Matuska sprengte die Gleise des 25 Meter hohen Eisenbahnviadukts, als der Zug dieses gerade passierte. Daraufhin stürzten die Lokomotive und sechs der zwölf Wagen des Zuges in die Tiefe. 22 Menschen kamen ums Leben.
Das Viadukt wird heute nicht mehr für den Eisenbahnverkehr genutzt. Die Bahnlinie und der Bahnhof wurden aus dem Dorf heraus nach Norden verlegt. Die alte Strecke wurde renaturiert und teilweise bebaut. Auf dem Viadukt besteht ein Weg und kann darauf zu Fuß oder mit dem Fahrrad überquert werden.
Bis zur Evakuierung (1944) und der endgültigen Vertreibung (1946) der deutschstämmigen Bevölkerung nach dem Zweiten Weltkrieg, war die Gemeinde seit dem 18. Jahrhundert hauptsächlich durch Ungarndeutsche und Donauschwaben geprägt. Sie hatten sich bis dahin ihre Traditionen und ihre deutsche Muttersprache erhalten, auch wenn die Amts- und Schulsprache ungarisch war. Kleine Siedlungshäuser, deutsche Inschriften an Gebäuden und ein Denkmal vor der katholischen Kirche, erinnern noch heute daran. Die Vertriebenen aus Biatorbágy fanden überwiegend in Baden-Württemberg eine neue Heimat.
In den letzten Jahren sind rund um die Autobahnanschlussstelle ein neues Industriegebiet sowie mehrere Outlets entstanden.

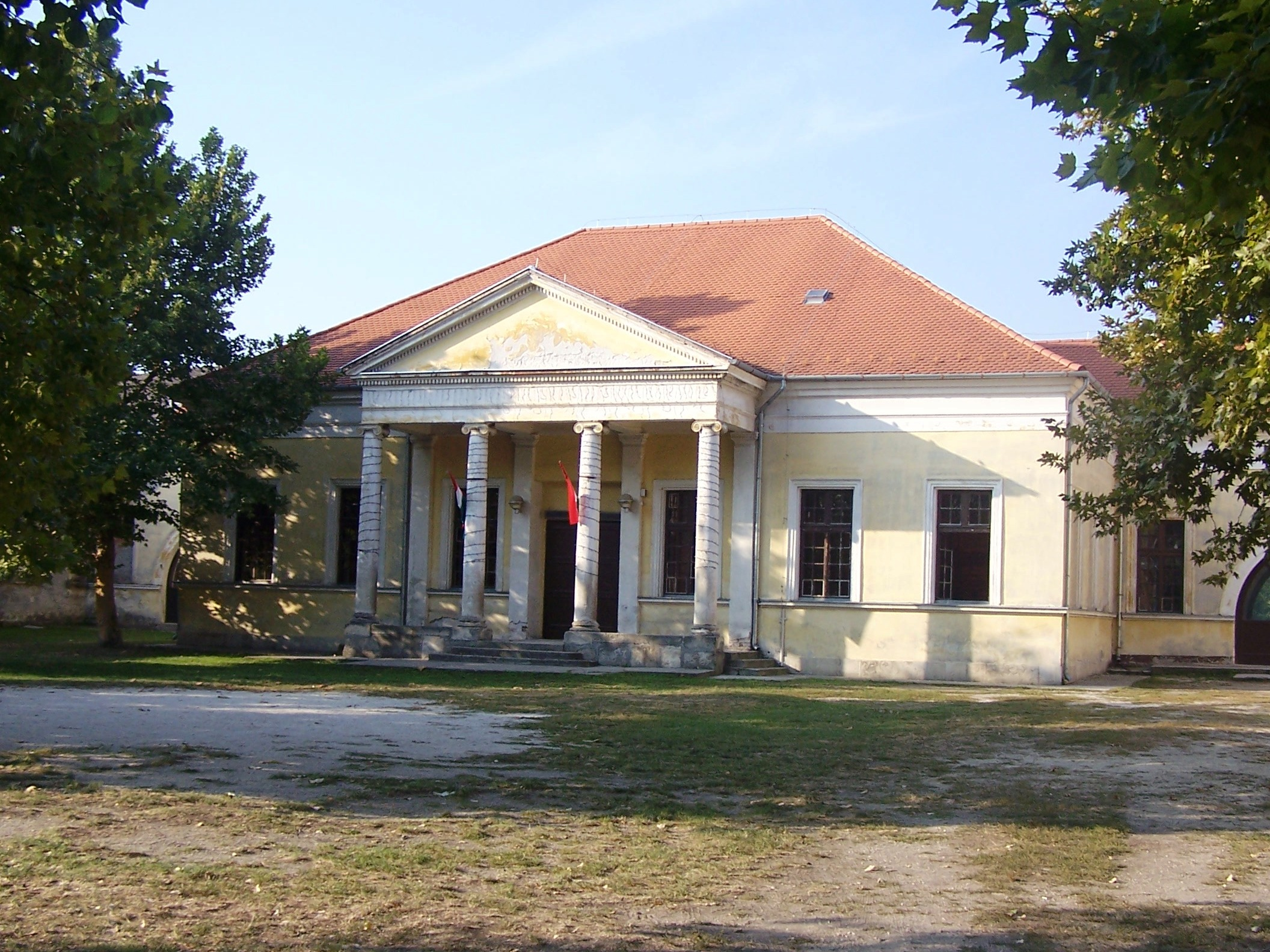
Schloss Sándor-Metternich in Biatorbágy

## Städtepartnerschaften
- Dolný Štál, Slowakei (seit 2012)
- Herbrechtingen, Deutschland (seit 1989)
- Kiti (Κίτι), Republik Zypern (seit 2004)
- Remetea, Rumänien (seit 2001)
- Велика Добронь, Ukraine (seit 2013)

## Verkehr
Biatorbágy ist angebunden an die Eisenbahnstrecke vom Südbahnhof Budapest nach Tatabánya. Schnellzüge fahren durch Biatorbágy in Richtung Budapest, Győr, Hegyeshalom, Sopron und Szombathely.
Die Stadt liegt an der Nationalstraße Nr. 1, wobei die alte Landstraße um das Zentrum geführt wird. An der Stadtgrenze verläuft die Autobahn M1 zwischen Hegyeshalom und Budapest mit der Anschlussstelle Biatorbágy.